# 平野謙二
平野 謙二（ひらの けんじ、1927年9月16日 - ）は、和歌山県出身の元プロ野球選手（内野手、外野手）。1946年から1949年までの登録名は平野徳松。

## 略歴
海南中から1946年にパシフィックへ入団。1952年に外野のレギュラーを獲得。1953年にチームが大洋ホエールズと合併。内野手に転向し、1954年にサードのレギュラーとして109試合に出場した。1955年に大映スターズへ移籍し、1956年に引退。

## 来歴

### プロ入り前
平野謙二（登録名：平野徳松）は、1927年9月16日、和歌山県に生まれた。旧制海南中学校（現在の和歌山県立海南高等学校）に進学し、当時から野球部で中心選手として活動していた。
海南中では、投手としてマウンドに立ちながら、四番打者も務めるなど、攻守の要としてチームを牽引。地元の有力選手として注目され、卒業後の1946年に職業野球新球団「パシフィック」へ入団する。

### パシフィック松竹ロビンス時代（1946年 - 1952年）
1946年、平野は職業野球新球団のパシフィックへ入団し、プロ野球選手としてのキャリアを開始した。戦後初の公式シーズンである1946年、パシフィックは参入初年度の球団であり、多くの新人選手がチームを支えていた。平野もそのひとりとして、外野手登録で開幕から一軍に帯同し、プロ野球選手としての第一歩を踏み出した。
当初は「平野徳松」の登録名で、背番号は26を着用。開幕から一軍に帯同し、主に外野手として70試合に出場、打率.180を記録した。
1947年には背番号を19に変更。前年に続き外野手として出場を続け、初の本塁打も記録した（打率.174、1本塁打、10打点）。この頃、チーム名は「太陽ロビンス」へと改称されたが、平野は引き続き主力の一人としてプレーした。
1948年は出場機会が減少し、14試合の出場にとどまったが、同年は外野手登録でありながら救援投手として10試合に登板している（0勝2敗、防御率4.41）。守備だけでなく投手経験も活かしたプレーを見せていた。
1949年、チームは「松竹ロビンス」に改称。平野はこの年キャリア初の100試合超えとなる102試合に出場し、打率.244、7本塁打、38打点、さらに5本の三塁打を記録。特に俊足を活かしたランニング本塁打も含まれていたとされ、攻撃的なプレースタイルで注目を集めた。
この時期の平野は主に8番・右翼手として起用されることが多く、粘り強い打撃と機動力でチームの下位打線を支える存在だった。
1950年、チームは「松竹ロビンス」としてセ・リーグに所属。平野は登録名を「平野謙二」に変更し、引き続き主に三塁手として出場したが、この年は三村勲、金山次郎といった実力派内野手の加入により出場機会が激減。打率も.164と低迷し、チームの優勝にも大きく貢献することはできなかった。
1951年も起用は限られたが、堅実な守備と献身的な姿勢を評価され、控え選手としてチームに残留。徐々に外野への適応を見せ、翌年の転機への足がかりとなった。
1952年、平野は再びレギュラーとしてのチャンスを掴み、外野手として多くの試合に出場。この年はシーズン通して安定した起用を受け、攻守にわたって地味ながらも確かな存在感を発揮した。俊足を活かしたランニングプレーや強肩を活かした守備で評価され、翌年の内野再転向につながっていった。

### 洋松ホエールズ時代（1953年 - 1954年）
1953年、松竹ロビンスは大洋ホエールズと合併し「洋松ホエールズ」となる。チーム体制が一新される中で、平野は再び内野手としての起用を増やし、二塁手・三塁手のポジションを中心に多くの試合に出場。前年からの外野経験も活かし、内外野をこなすユーティリティープレイヤーとして重宝された。
1954年には三塁手としてレギュラーに定着。109試合に出場し、自己最多出場数を記録した。打撃面では際立った数字こそ残せなかったものの、俊足と安定した守備、献身的なプレーでチームを支え、起用の幅も広がった。
この時期が平野にとって最も安定して一軍で起用された期間となり、プロ野球選手としてのピークのひとつといえる時代であった。

### 大映スターズ時代（1955年 - 1956年）
1955年、平野謙二は大映スターズへ移籍。球団再編の影響を受けつつも、心機一転を図り新天地での再スタートを切った。大映では主に内野手としてベンチスタートが中心となり、出場機会は限られたものの、ベテランとしての経験と堅実な守備でチームに貢献した。
この時期の平野は打撃面で苦しむ場面も多く、規定打席には届かなかったが、強肩と俊足を活かした守備力は健在であり、終盤の守備固めや代走要員として起用されることもあった。
1956年シーズンをもって、平野は現役を引退。プロ通算11年間にわたるキャリアを締めくくった。長く低迷期の球団に在籍しながらも、地道な努力と実直なプレースタイルで、多くの仲間とファンに愛された選手であった。

### 引退後
1956年のシーズン終了をもって、平野謙二はプロ野球選手としてのキャリアを終えた。引退後の公的な記録は少なく、指導者や球団職員として球界に残った形跡は確認されていない。
しかし、在籍した各球団において、攻守にわたるユーティリティ性と真摯なプレースタイルは高く評価されており、特に黎明期の職業野球においては、安定した守備力と献身性を持つ選手として、チームを支える存在であった。
故郷・和歌山県に戻った後の足取りについても詳しい記録は残っていないが、地元ではプロ野球黎明期を支えた郷土の選手として知られている。
なお、孫にあたる平野真一は、自転車競技(サイクルロードレース）のプロ選手として国内ツアーで活躍していた。

### プレースタイル
平野謙二は、投手出身の強肩と俊足を活かした守備力に定評のある内外野のユーティリティプレイヤーであった。プロ入り当初は外野手としてスタートしたが、のちに三塁手・二塁手としても起用されるなど、複数の守備位置をこなす柔軟性を持っていた。
1949年には三塁打5本、7本塁打を放ち、俊足を活かしたランニング本塁打も記録。打撃では高めの球に強く、積極的なスイングから長打を狙う場面も見られた。一方で通算打率は.206にとどまり、打順は下位が中心だった。
守備では外野・内野を問わず起用され、特に肩の強さと軽快なフットワークで広い守備範囲を見せたが、三塁守備では失策が多く、スローイングが課題とされていた。それでも、ユーティリティ性と献身的な姿勢は首脳陣の信頼を集めていた。
派手な記録よりも、実直な姿勢と粘り強いプレースタイルで、黎明期のチームを縁の下で支えた職人肌の選手であった。

## 詳細情報

### 年度別打撃成績
| 年 度      | 球 団                       | 試 合 | 打 席 | 打 数 | 得 点 | 安 打 | 二 塁 打 | 三 塁 打 | 本 塁 打 | 塁 打 | 打 点 | 盗 塁 | 盗 塁 死 | 犠 打 | 犠 飛 | 四 球 | 敬 遠 | 死 球 | 三 振 | 併 殺 打 | 打 率 | 出 塁 率 | 長 打 率 | O P S |
| ---------- | --------------------------- | ----- | ----- | ----- | ----- | ----- | -------- | -------- | -------- | ----- | ----- | ----- | -------- | ----- | ----- | ----- | ----- | ----- | ----- | -------- | ----- | -------- | -------- | ----- |
| 1946       | パシフィック 太陽 大陽 松竹 | 70    | 236   | 217   | 19    | 39    | 4        | 0        | 0        | 43    | 8     | 0     | 2        | 0     | --    | 19    | --    | 0     | 38    | --       | .180  | .246     | .198     | .444  |
| 1947       | パシフィック 太陽 大陽 松竹 | 53    | 141   | 132   | 7     | 23    | 3        | 1        | 1        | 31    | 10    | 0     | 1        | 1     | --    | 7     | --    | 1     | 19    | --       | .174  | .221     | .235     | .456  |
| 1948       | パシフィック 太陽 大陽 松竹 | 14    | 19    | 19    | 1     | 4     | 1        | 0        | 0        | 5     | 1     | 0     | 0        | 0     | --    | 0     | --    | 0     | 0     | --       | .211  | .211     | .263     | .474  |
| 1949       | パシフィック 太陽 大陽 松竹 | 102   | 335   | 311   | 36    | 76    | 9        | 5        | 7        | 116   | 38    | 2     | 3        | 0     | --    | 22    | --    | 2     | 46    | --       | .244  | .299     | .373     | .671  |
| 1950       | パシフィック 太陽 大陽 松竹 | 37    | 79    | 67    | 12    | 11    | 2        | 1        | 3        | 24    | 7     | 0     | 0        | 1     | --    | 11    | --    | 0     | 13    | 1        | .164  | .282     | .358     | .640  |
| 1951       | パシフィック 太陽 大陽 松竹 | 41    | 126   | 121   | 11    | 24    | 5        | 1        | 4        | 43    | 18    | 1     | 1        | 1     | --    | 3     | --    | 1     | 38    | 1        | .198  | .224     | .355     | .579  |
| 1952       | パシフィック 太陽 大陽 松竹 | 101   | 413   | 379   | 32    | 85    | 17       | 3        | 4        | 120   | 29    | 6     | 4        | 5     | --    | 24    | --    | 5     | 46    | 4        | .224  | .279     | .317     | .596  |
| 1953       | 洋松                        | 15    | 15    | 14    | 0     | 1     | 0        | 0        | 0        | 1     | 1     | 0     | 0        | 0     | --    | 1     | --    | 0     | 2     | 0        | .071  | .133     | .071     | .205  |
| 1954       | 洋松                        | 109   | 318   | 294   | 22    | 62    | 9        | 2        | 6        | 93    | 27    | 1     | 1        | 5     | 0     | 19    | --    | 0     | 64    | 6        | .211  | .259     | .316     | .575  |
| 1955       | 大映                        | 35    | 74    | 70    | 3     | 11    | 2        | 0        | 0        | 13    | 1     | 1     | 2        | 0     | 0     | 4     | 0     | 0     | 15    | 2        | .157  | .203     | .186     | .388  |
| 1956       | 大映                        | 57    | 130   | 117   | 9     | 23    | 2        | 0        | 2        | 31    | 5     | 1     | 2        | 1     | 0     | 11    | 0     | 1     | 32    | 2        | .197  | .271     | .265     | .536  |
| 通算：11年 | 通算：11年                  | 634   | 1886  | 1741  | 152   | 359   | 54       | 13       | 27       | 520   | 145   | 12    | 16       | 14    | 0     | 121   | 0     | 10    | 313   | 16       | .206  | .262     | .299     | .560  |

- パシフィックは、1947年に太陽（太陽ロビンス）に、1948年に大陽（大陽ロビンス）に、1950年に松竹（松竹ロビンス）に球団名を変更

### 背番号
- 26 （1946年）
- 19 （1947年）
- 28 （1948年 - 1954年）
- 53 （1955年 - 1956年）

### 登録名
- 平野 徳松 （ひらの とくまつ、1946年 - 1949年）
- 平野 謙二 （ひらの けんじ、1950年 - 1956年）